# Slaget vid Axtorna

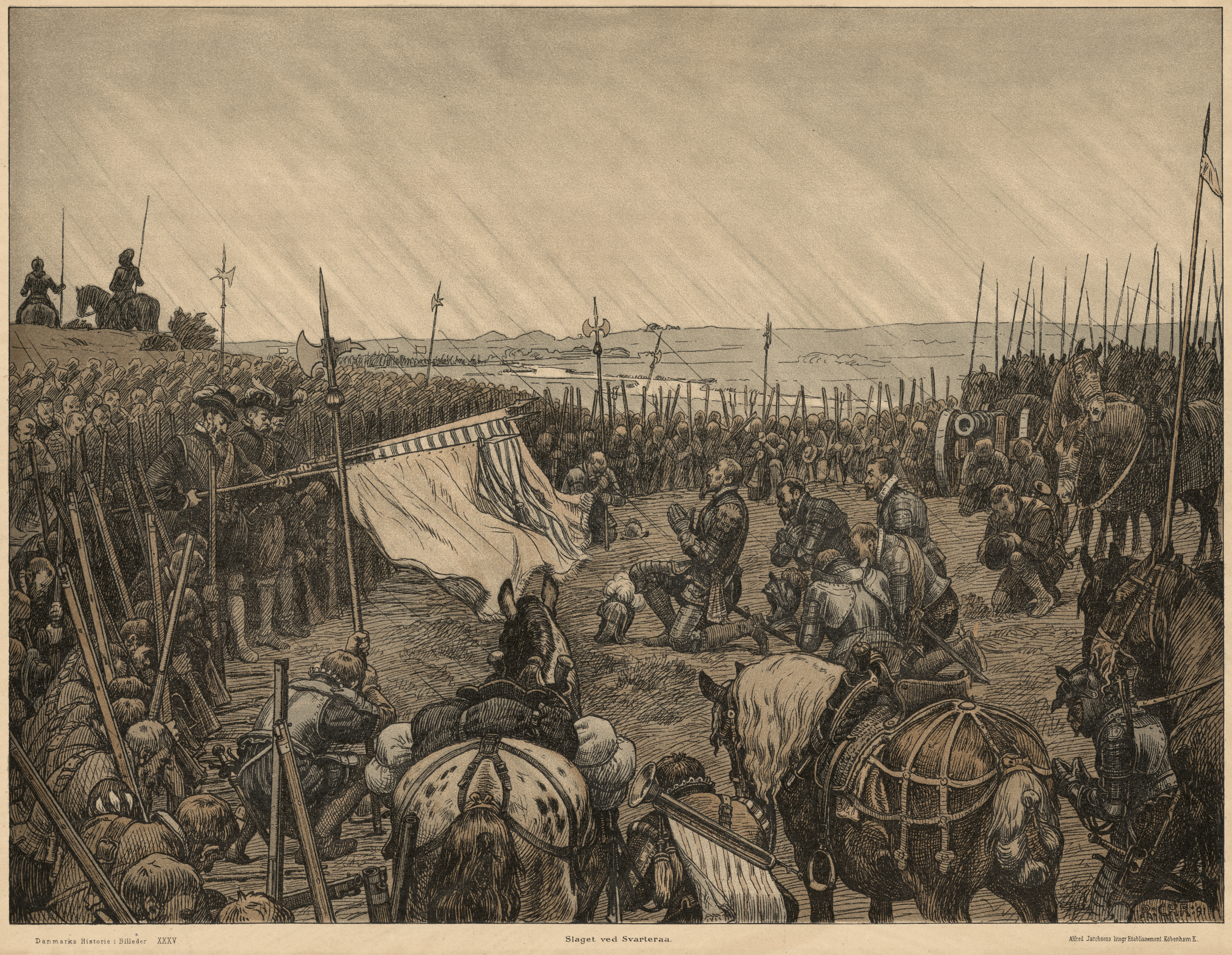
Slaget vid Axtorna av Rasmus Christiansen

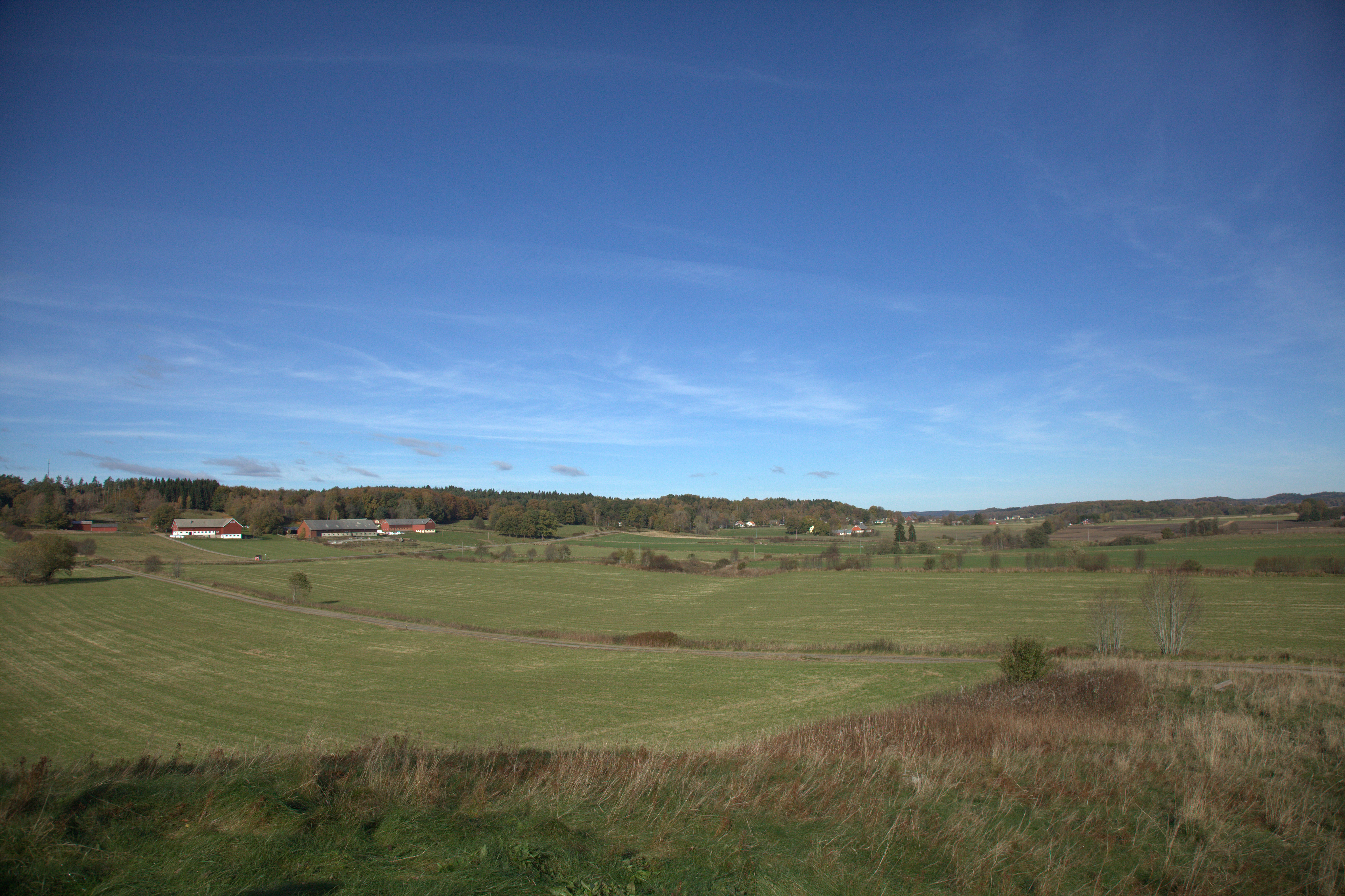
Fälten där slaget stod. Bilden tagen ungefär ifrån danskarnas position norrut mot svenskarnas position

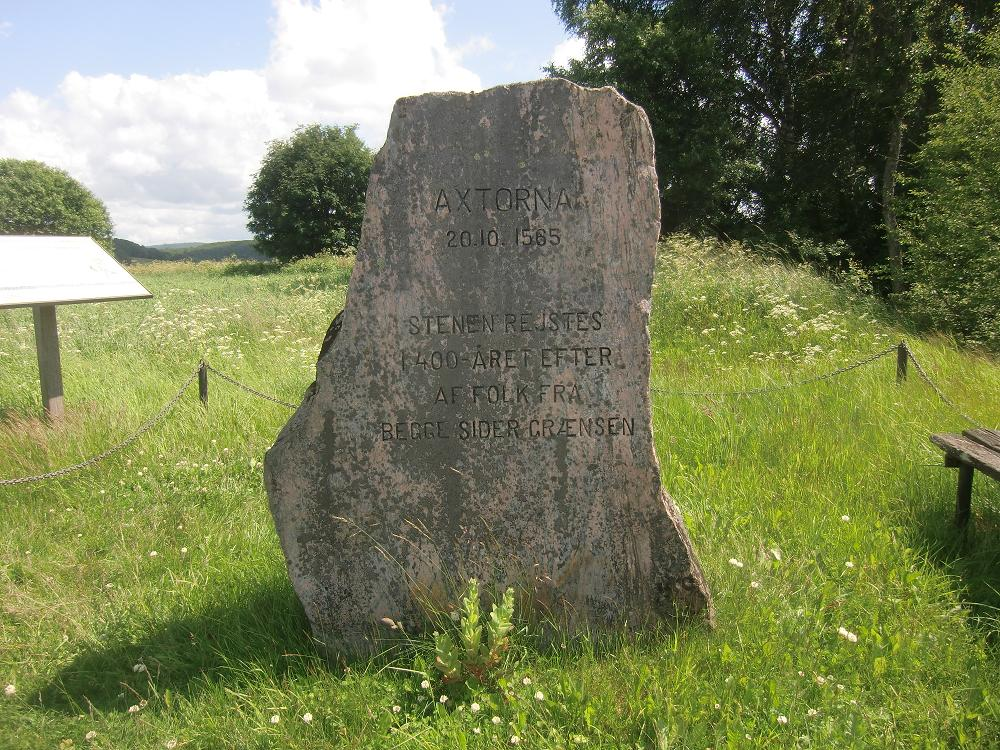
Axtornastenen, ett minnesmärke över Slaget vid Axtorna rest vid 400-årsjubileet 1965

Slaget vid Axtorna stod den 20 oktober 1565. Daniel Rantzau hade tvingats ge upp det återtagna Varberghus, som hade fallit till svenskarna den 15 september 1565, efter att dessa den 28 augusti hade erövrat Ny Varberg, Skånelands största och viktigaste stad efter Malmö. Då det tunga artilleriet äntligen nådde fram fick Rantzau budskap om att en överlägsen svensk här under Jacob Henriksson (Hästesko) ryckte fram från öster och han tvingades ge upp belägringen och föra trupperna mot Falkenberg. Där var dock bron över Ätran bränd av en svensk patrull och danska armén tvingades söka andra övergångar över Ätran. Svenskarna var under order från Erik XIV att uppsöka och slå den danska armén och tillfället yppade sig vid vadställena vid Axtorna by i Köinge socken cirka 20 km uppströms. 
Rantzau intog en beredskapsuppstälning i väntan på vad svenskarna skulle göra. När dessa anföll utnyttjade han svagheter i deras utsträckta stridslinje och lyckades mycket tack vare sitt överlägsna rytteri vinna slaget. Omkring 4 000 människor miste livet under slaget varav de ofrälse begravdes i massgravar på fältet. Adelsmännen fördes generellt hem till sina familjegods för begravning. 
Slaget ledde inte till några avgörande strategiska eller politiska förändringar, tvärtom bibehölls genom den danska segern situationen som den varit innan slaget.

## Arkeologisk undersökning
År 2005 genomfördes en arkeologisk undersökning av slagfältet som bekräftade slagfältets lokalisering samt vissa större förlopp under slaget. Undersökningen utfördes av Riksantikvarieämbetets slagfältsteam på uppdrag av Falkenbergs kommun. 

## Nutida aktiviteter vid slagfältet
Sedan 2006 förekommer aktiviteter vid slagfältet i form av re-enactment, guidningar och andra evenemang. Slagfältet är tillgängliggjort genom utmärkning av leder, skyltning, mobiltelefonguidning och vid speciella tillfällen flaggor som utmärker arméernas utgångsställningar.